# Gliniszcze Małe
Gliniszcze Małe – wieś w Polsce położona w województwie podlaskim, w powiecie sokólskim, w gminie Sokółka.
W latach 1975–1998 miejscowość administracyjnie należała do województwa białostockiego.
Wierni kościoła rzymskokatolickiego należą do parafii Przemienienia Pańskiego w Sokolanach.

## Historia
Wieś powstała w lipcu 1578 r. (oddzielając się od istniejącej od początku XVI wieku wsi Hliniszcze), gdy król Stefan Batory nadał dwóm synom Konstantego Jelskiego (Gabrielowi (Hawryła) i Szczęsnemu) przywileje na „ziemię przy wioskach Hliniszcze i Krynica [...]” na terenie Grodzieńszczyzny. Od nazwiska właścicieli otrzymała nazwę Jelskie. W XIX wieku (gdy Jelscy przestali być właścicielami wsi), zmieniono nazwę na Gliniszcze Małe.
W Gliniszczu Małym urodził się 10 lutego 1945 r. Czesław Łapicz – polski filolog, zajmujący się slawistyką i językoznawstwem słowiańskim.